# Nou, Sibiu
Nou, fost Noul Săsesc (în dialectul săsesc Noenderf, în germană Neudorf, în maghiară Szászújfalu, Újfalu) este un sat în comuna Roșia din județul Sibiu, Transilvania, România. Satul este situat la aproximativ 18 km de oraș. Prima atestare documentara a satului dateaza din anul 1332.

## Monumente istorice
Biserica evanghelică fortificată, cu influențe gotice, are o orgă construită în 1913 de Karl Einschenk într-o carcasă mai veche, realizată de Johannes Hahn. În 1993, cu excepția carcasei, orga a fost transferată la biserica catolică din Somușca, comuna Cleja, județul Bacău.

## Galerie imagini

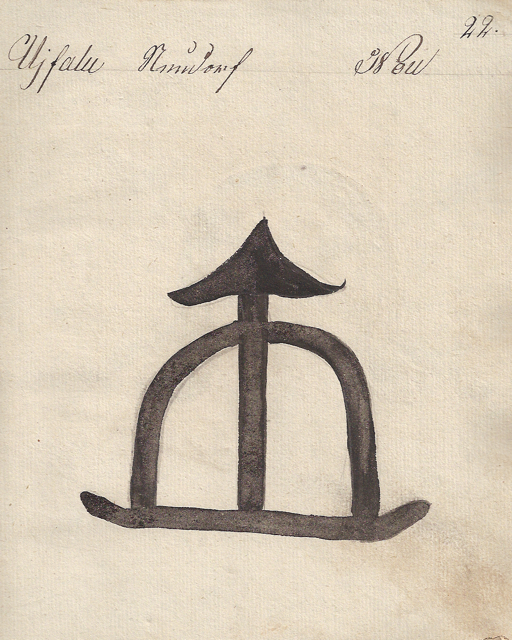
1826 - Danga pentru vitele din Nou
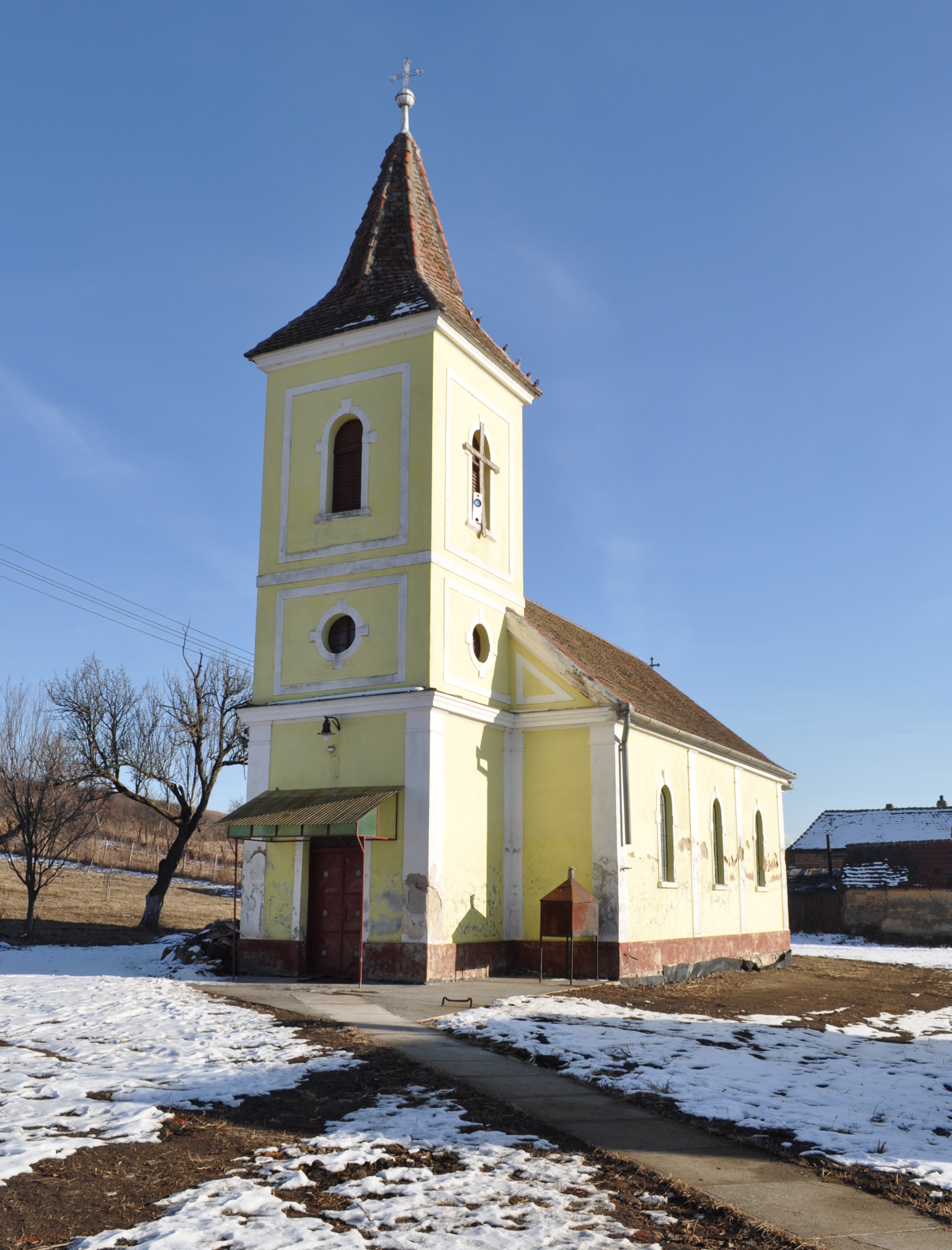
Biserica ortodoxă „Sfântul Ierarh Nicolae”
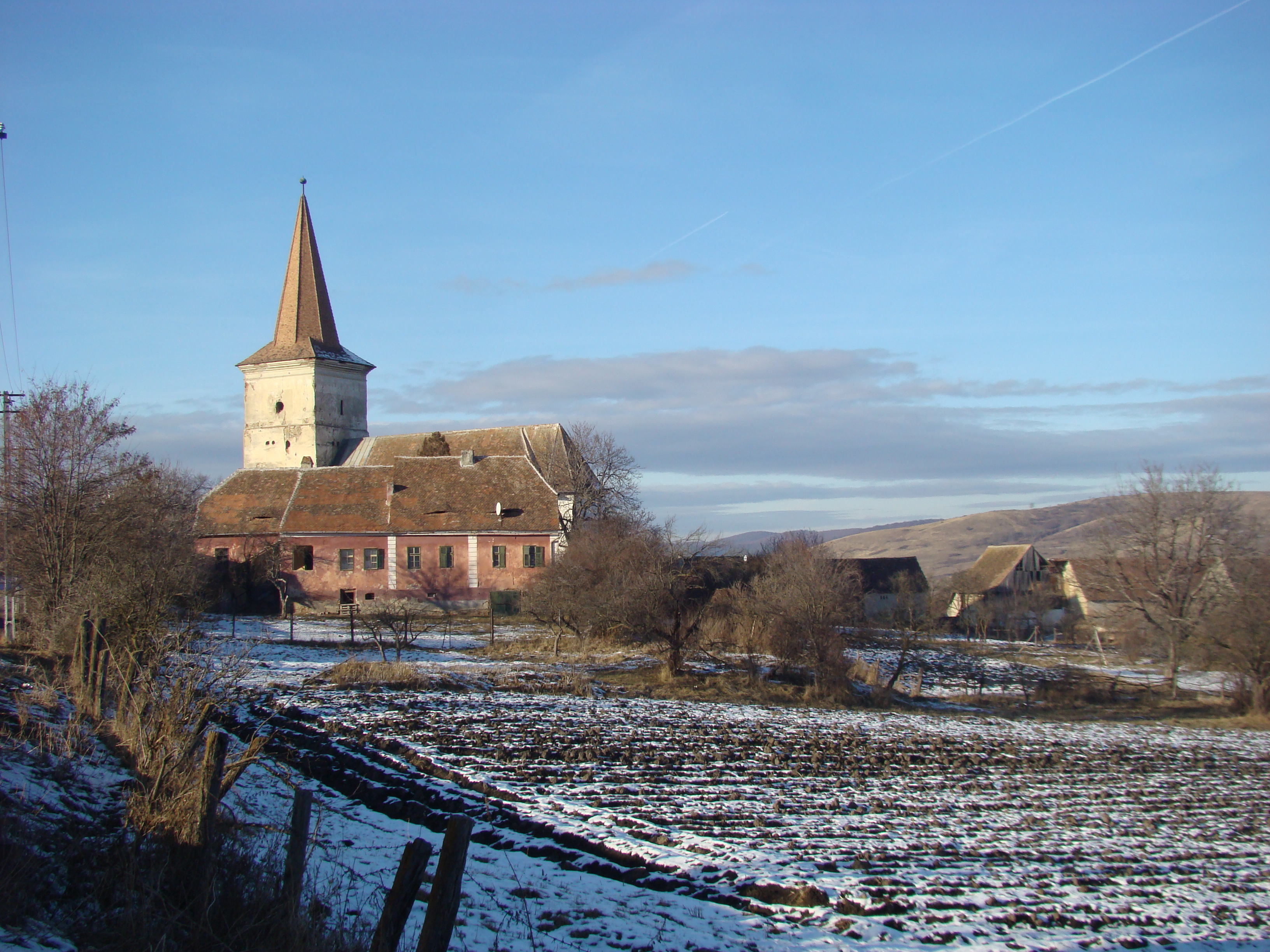
Biserica evanghelică fortificată
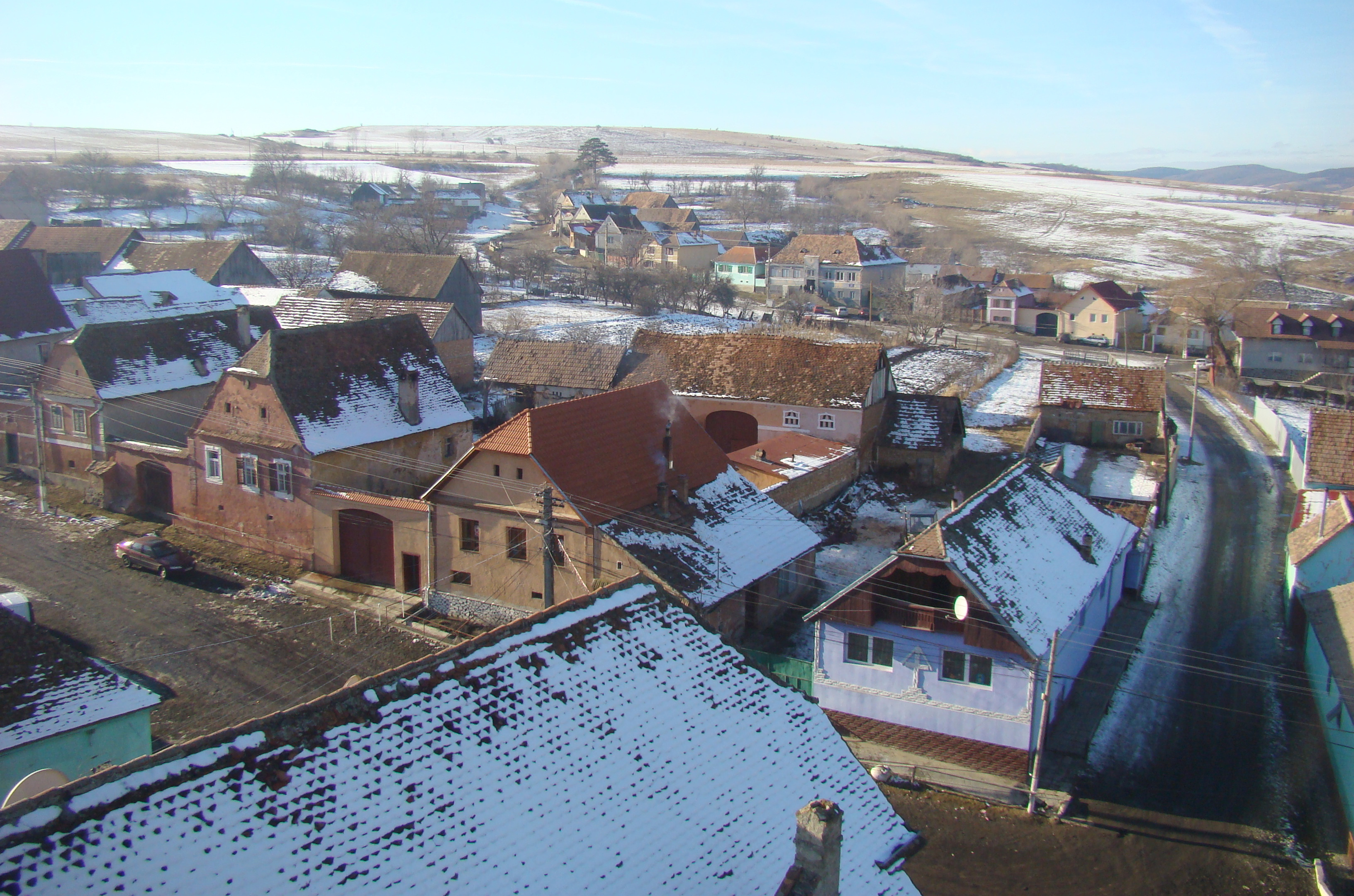
Panoramă din turnul bisericii evanghelice
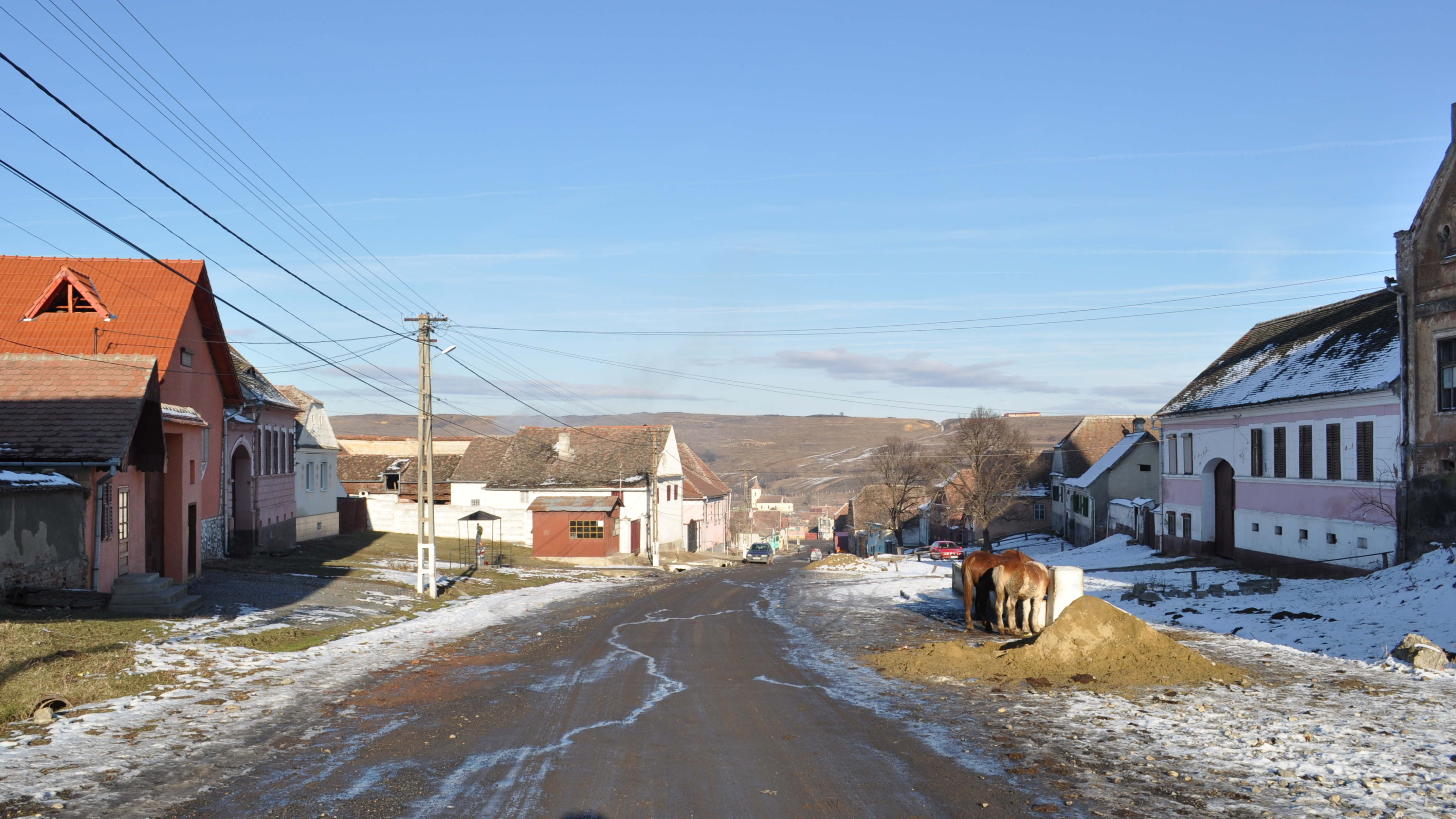
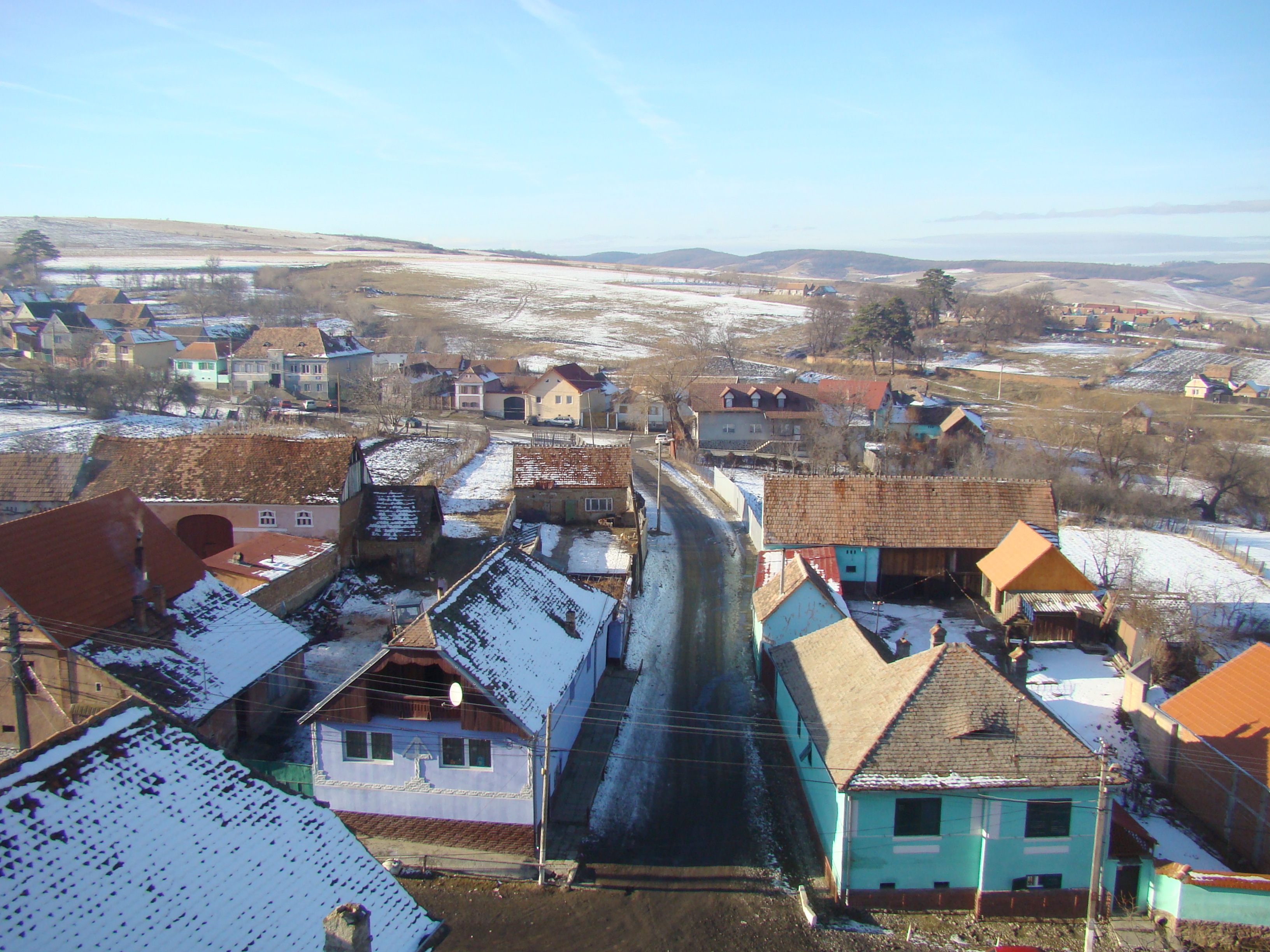
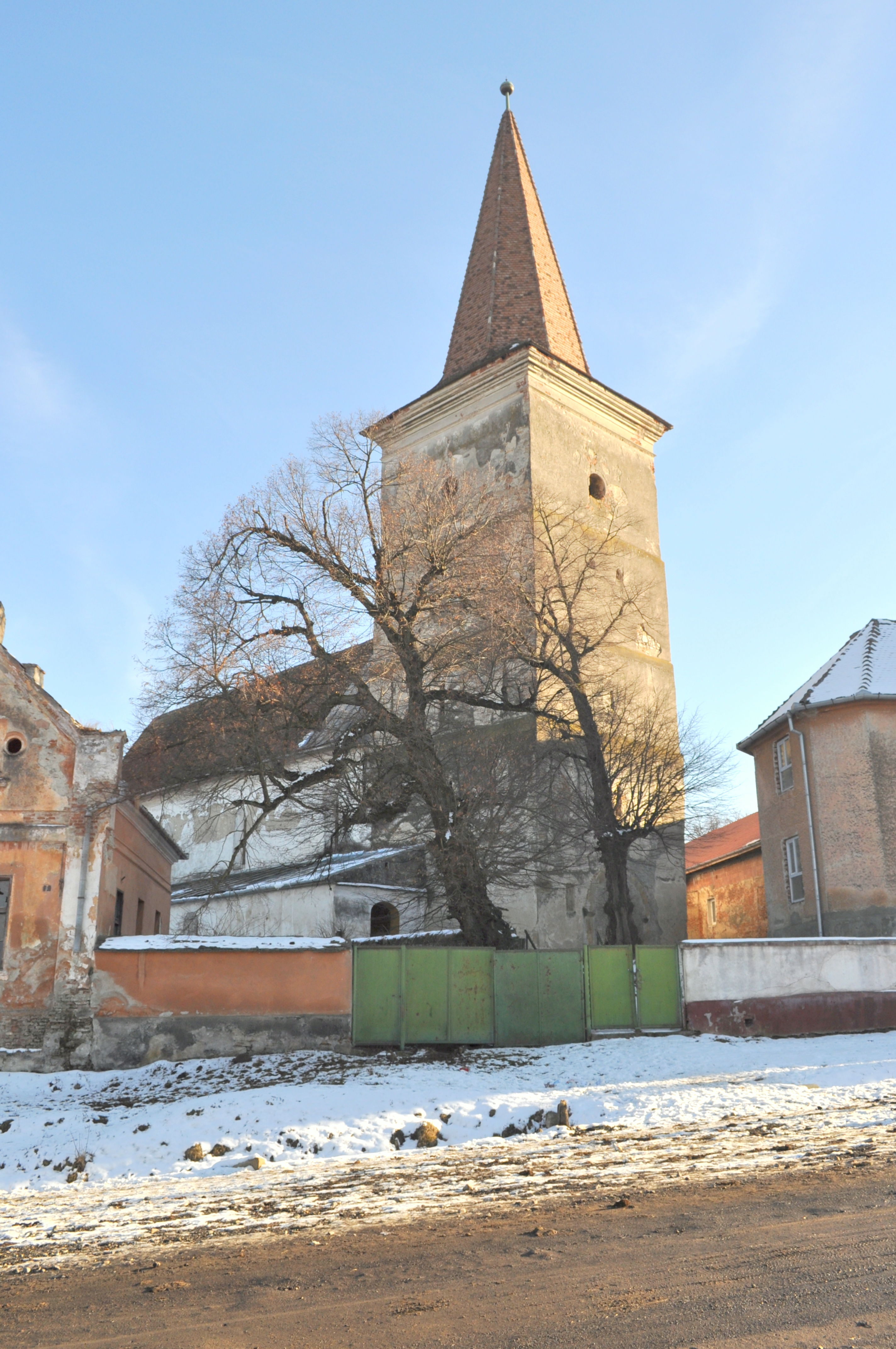
Biserica evanghelică fortificată (sec.XIII)